# Station Lancaster
Lancaster is een spoorwegstation van National Rail in Lancaster, Lancaster in Engeland. Het station is eigendom van Network Rail en wordt beheerd door Avanti West Coast. 

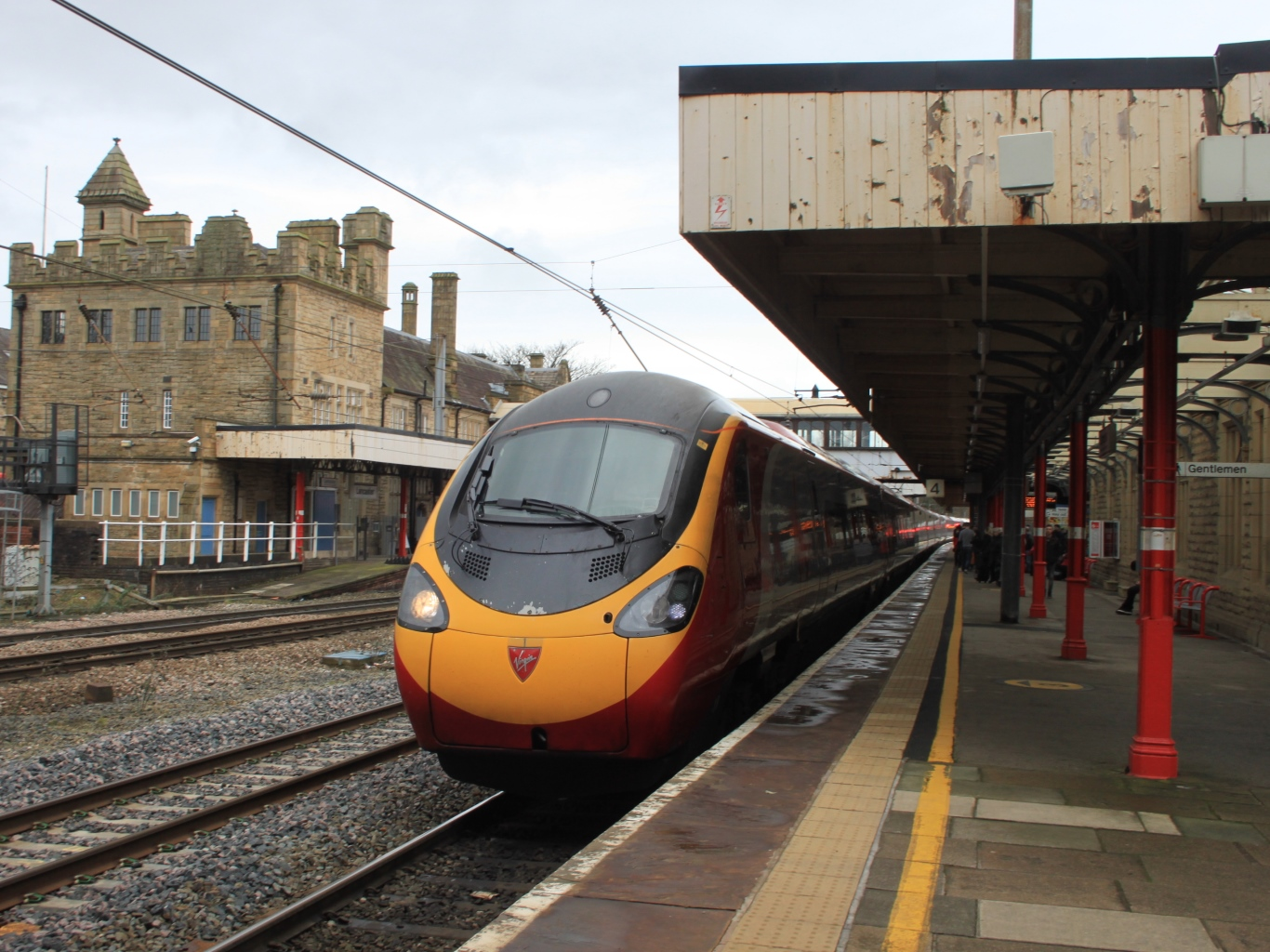
Pendolino bij aankomst uit Glasgow